# Патруши (Юбилейное сельское поселение)
Патруши — деревня в Котельничском районе Кировской области в составе Юбилейного сельского поселения.

## География
Располагается на расстоянии примерно 16 км по прямой на северо-запад от райцентра города Котельнич.

## История
Известна с 1873 года как починок Патрушевский 1-й, в котором учтено дворов 10 и жителей 69, в 1905 9 и 58, в 1926 (уже деревня Малые Патруши или Патрушевский 1-й) 12 и 60, в 1950 10 и 30.

## Население
Постоянное население  составляло 2 человека (русские 100%) в 2002 году, 2 в 2010.